# Cybaeus miyosii
Espèce
Cybaeus miyosii est une espèce d'araignées aranéomorphes de la famille des Cybaeidae.

## Distribution
Cette espèce est endémique de Shikoku au Japon,.

## Description
Le mâle décrit par Ihara en 2003 mesure 4,00 mm.

## Publication originale
- Yaginuma, 1941 : 愛媛縣産ナミハグモの一新種 (Some notes on Japanese spiders, 3). Acta Arachnologica, vol. 6, no 4, p. 120-130 (texte intégral) (ja).